# Anthurium watermaliense
Anthurium watermaliense är en kallaväxtart som beskrevs av Liberty Hyde Bailey och George Valentine Nash. Anthurium watermaliense ingår i släktet Anthurium och familjen kallaväxter. Inga underarter finns listade.